# Natalia Nikolaïevna Gontcharova
Pour les articles homonymes, voir Natalia Gontcharova.
Natalia Nikolaïevna Gontcharova (en russe : Наталья Николаевна Гончарова) (8 septembre 1812 - 26 novembre 1863) est l'épouse du poète et écrivain Alexandre Pouchkine de 1831 à 1837, et la mère de ses enfants.

## Origines
Par son père, Natalia Nikolaïevna Gontcharova est issue d'une très riche famille bourgeoise, à la noblesse (de service) toute fraîche : son ancêtre, le célèbre manufacturier de papier et de tissu Athanase Abramovitch (1693-1784), originaire de Kalouga, fournisseur de la Cour, est intégré en 1742 dans la jeune administration impériale, au rang d'assesseur de collège, par l'impératrice Élisabeth Pétrovna. Catherine II confirme définitivement les Gontcharoff dans la noblesse héréditaire en élevant le père de Nathalie, Nicolas Afanassiévitch (1787-1861), à la dignité de chevalier de Saint-Vladimir (2 octobre 1789).
La naissance de sa mère, Natalia Ivanovna Zagryajskaïa (1785-1848), est entourée de mystère : elle serait vraisemblablement la fille illégitime d'Ivan Alexandrovitch Zagryajsky (descendant d'une antique famille princière tatare et beau-frère de la comtesse Natalia Kirillovna Razoumovsky, dame d'honneur de l'impératrice et parente d'Élisabeth Pétrovna par les Narychkine) et de la baronne Posse, née Ulrike von Liphardt, d'une ancienne famille balte.

## Mariage avec Pouchkine
Natalia Nikolaïevna Gontcharova est (lointaine) parente de son futur époux par sa grand-mère maternelle ; son père Nicolas Afanassiévitch a d'ailleurs eu comme répétiteur de français le Suisse David (Marat) de Boudry (frère du célèbre révolutionnaire Jean-Paul Marat), qui sera ensuite le professeur très apprécié du poète au lycée impérial.

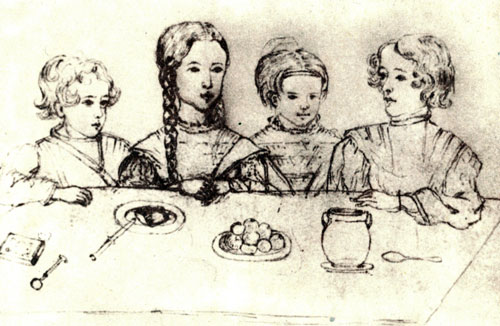
Les enfants du ménage Pouchkine-Gontcharova : Grégoire, Marie, Natalie et Alexandre (dessin de la baronne Nathalie Friesenhof, amie de Natalia Nikolaïevna (1839)).

Natalia Nikolaïevna donne naissance à quatre enfants durant son union avec Alexandre Pouchkine : Marie (1832-1919), qui épouse Léonide N. Hartung, Alexandre (1833-1914), Grégoire (1835-1905) et Nathalie (1836-1913), qui épouse en premières noces M. L. Dubelt, homme violent et instable dont elle divorce en 1862, et, en secondes noces, morganatiquement et sous le titre de comtesse von Merenberg, le prince Nicolas-Guillaume de Nassau.

## Affaire d'Anthès et mort de Pouchkine
Coquette, Natalia Nikolaïevna laisse un officier français, Georges d'Anthès, lui faire la cour. Pour donner le change, d'Anthès épouse en 1837 la sœur aînée de Natalia, Ekaterina (1809-1843). Mais il semble que l'idylle entre d'Anthès et Natalia ne s'arrête pas pour autant, et des lettres anonymes circulent, répandant le bruit que Pouchkine est « cocu ».
Ceci suscite la jalousie de l'écrivain, qui défie bientôt le séducteur en duel. Pouchkine est mortellement blessé lors de ce combat. Fuyant la Russie, d'Anthès emmène Ekaterina sur ses terres en Alsace, où elle meurt en 1843, à l'âge de 34 ans. D'Anthès, comblé d'honneurs durant le Second Empire, meurt en 1895.

## Remariage

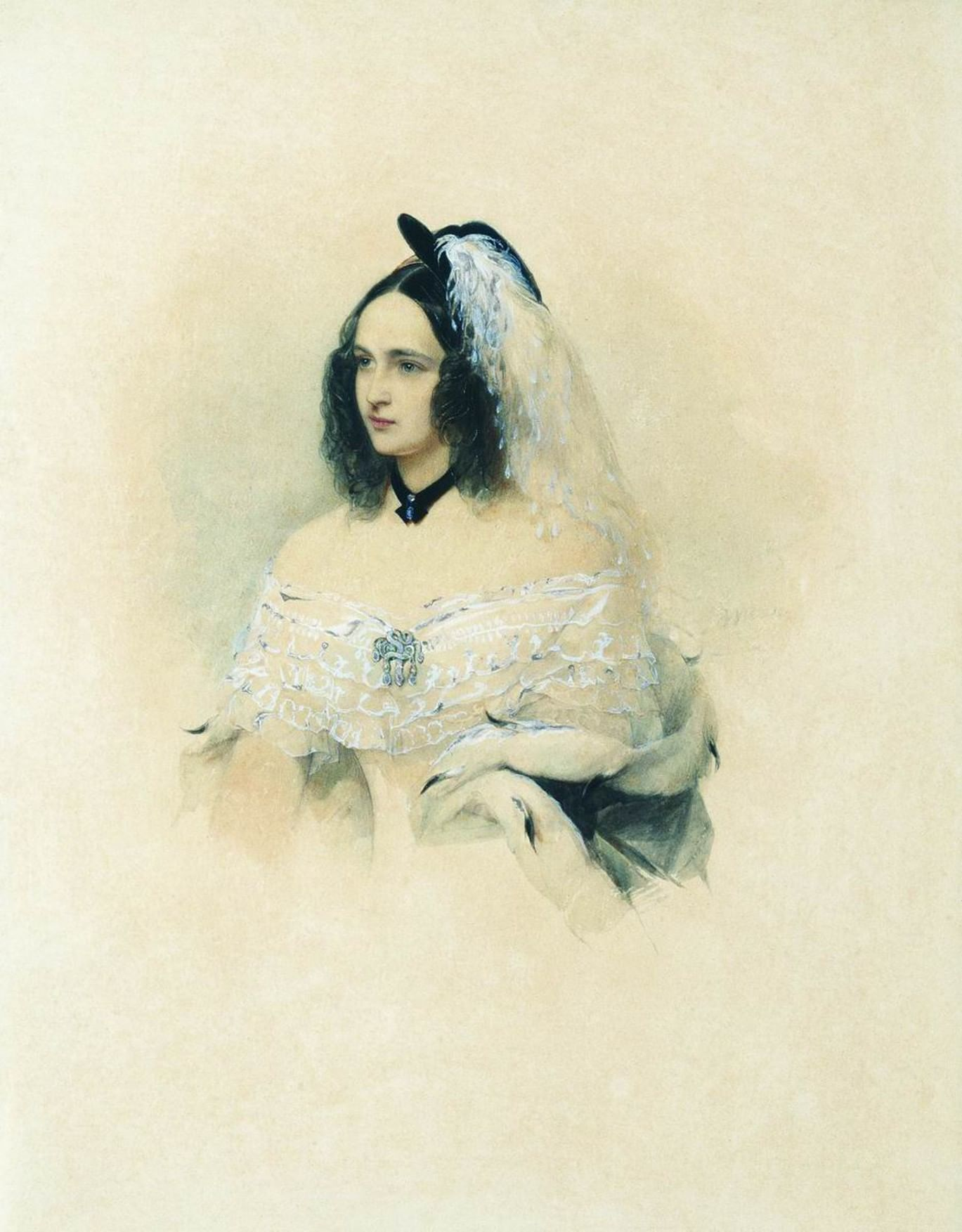
La comtesse Natalia Nikolaïevna Lanskaïa, en 1843 (peinture de W. Hau).

Natalia Nikolaïevna se remarie en 1841 avec le comte Pierre Lanskoï (1799-1877), à qui elle donne trois filles, Alexandra (épouse Arapov) 1845-1919, Sophia (épouse Nicolas Chipov) 1846-vers 1915, et Élisabeth (épouse Arapov en premières noces et Bibikov en secondes) 1848-vers 1917.
Sa tombe se trouve au cimetière Saint-Lazare de Saint-Pétersbourg.
Son frère Sergueï Nikolaïevitch Gontcharov étant l’arrière-grand-père  de la femme peintre du XXe siècle Natalia Gontcharova, celle-ci est l'arrière-petite-nièce de Natalia Nikolaïevna.

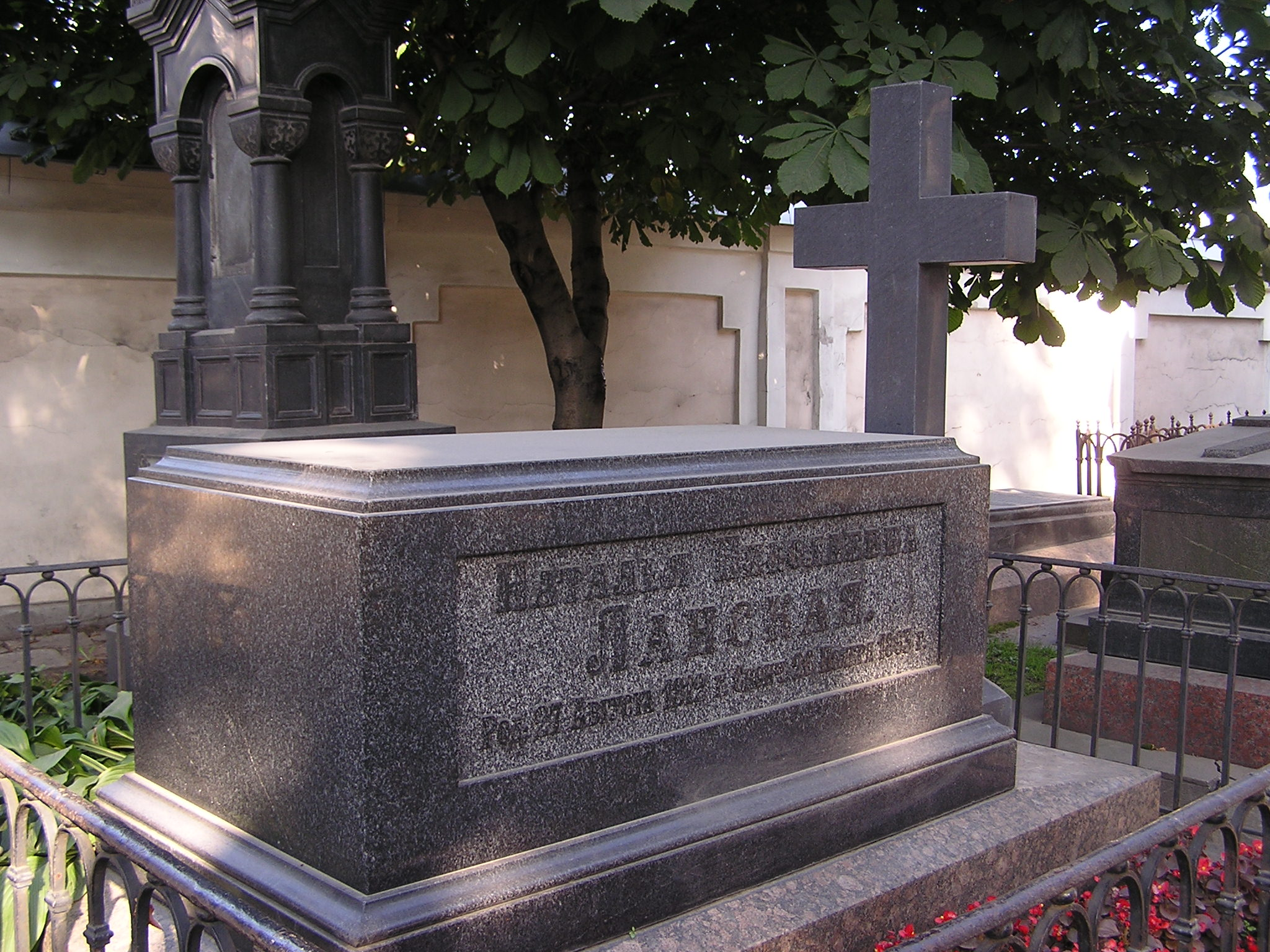
Tombe de Natalia Gontcharova-Lanskaïa.